# Constanze Siering
Constanze Siering (ur. 10 lipca 1991 r. w Recklinghausen) – niemiecka wioślarka.

## Osiągnięcia
- Mistrzostwa Świata Juniorów – Linz 2008 – ósemka – 3. miejsce[1].
- Mistrzostwa Świata Juniorów – Brive-la-Gaillarde 2009 – ósemka – 3. miejsce[1].
- Mistrzostwa Europy – Montemor-o-Velho 2010 – ósemka – 3. miejsce[1].